# The Yellow Rose
The Yellow Rose är en amerikansk TV-serie som gick i en säsong 1983-1984. 

## Handling
The Yellow Rose är en stor ranch i Texas som ägdes av Wade Champion, som avlidit. Nu får hans söner Roy och Quisto och hans änka Colleen sköta ranchen istället, när de inte är upptagna med att gräla.

## Om serien
Folksången Yellow Rose of Texas, framförd av Johnny Lee och Lane Brody, användes som signaturmelodi.

## Rollista i urval
- Cybill Shepherd - Colleen Champion
- David Soul - Roy Champion
- Edward Albert - Quisto Champion
- Ken Curtis - Hoyt Coryell
- Chuck Connors - Jeb Hollister